# Sebastian Albert
Sebastian Albert (* 26. Februar 1987 in Leipzig) ist ein deutscher Fußballspieler.

## Karriere

### Jugend in Leipzig und Rostock
Der Defensivspieler Albert begann seine fußballerische Laufbahn 1996 in seiner Heimatstadt in der E-Jugend des VfK Blau-Weiß Leipzig, wechselte 1999 noch als D-Jugendlicher zum FC Sachsen Leipzig und gelangte ab 2001 in die Jugendmannschaften des VfB Leipzig. Als dieser 2004 wegen Insolvenz aufgelöst wurde, ging Albert zum F.C. Hansa Rostock, bei dem er zunächst in der A-Junioren-Bundesliga eingesetzt wurde.

### Hansa Rostock
Zum Jahreswechsel 2005/06 rückte Albert in den Herrenbereich des F.C. Hansa auf, trat erstmals am 16. April 2006 für Hansas zweite Mannschaft in der viertklassigen Oberliga Nordost-Nord an und absolvierte acht weitere Einsätze für Hansas zweite, die unter Trainer Thomas Finck Viertplatzierter der Oberliga und Mecklenburg-Vorpommern-Pokalsieger wurde. Dabei hatte Albert zu Jahresbeginn auch sein Debüt in der U-19-Nationalmannschaft bestritten.
In der Folgesaison 2006/07 gehörte Albert mit 28 absolvierten Liga-Partien zu den Leistungsträgern in Rostocks zweiter Mannschaft, die am Saisonende Vize-Meister der Oberliga wurde. Aus dem durch den Landespokalsieg erreichten DFB-Pokal 2006/07 schied Albert allerdings nach seinem Einsatz in der ersten Runde gegen den FC Schalke 04 mit Rostocks zweiter Mannschaft aus.
2007/08 plante die Vereinsführung den Aufstieg der zweiten Rostocker Mannschaft aus der ab 2008/09 fünftklassigen Oberliga in die dann viertklassige Regionalliga, wobei Albert erneut zu den Leistungsträgern des Teams zählte und sich damit für die von Frank Pagelsdorf trainierte erste Mannschaft der Hanseaten empfehlen konnte. Im April 2008 unterschrieb Albert daraufhin einen Zwei-Jahres-Vertrag als Profi, kam in der Regionalliga-Spielzeit 2008/09 jedoch weiterhin für Hansas Zweitvertretung zum Einsatz. Erst nachdem Pagelsdorf aufgrund ausbleibender Erfolge in der Zweitliga-Saison 2008/09 durch Dieter Eilts ersetzt worden war, wurde Albert von diesem am 16. Februar 2009 erstmals in der 2. Bundesliga eingesetzt. Hier stand er in der Startformation beim Heimspiel gegen den SC Freiburg und wurde in der 73. Minute ausgewechselt. Sein zweiter und letzter Einsatz in der 2. Bundesliga folgte sieben Spieltage später beim Auswärtsspiel in Fürth – er wurde vom mittlerweile neuen Trainer Andreas Zachhuber in der 77. Minute eingewechselt. In der Saison 2009/10 gehörte Albert jedoch erneut nur der Reservemannschaft Hansas an, weshalb er seinen Vertrag in Rostock zum Jahresbeginn 2010 auflöste. Im Anschluss wechselte er zum Oberligisten RB Leipzig.

### Leipzig, Wittenberg, Meuselwitz
Für Leipzig spielte Albert in acht Partien der Rückrunde der Saison 2009/10, erzielte ein Tor und stieg mit dem Team in die Regionalliga auf. In der Hinrunde der folgenden Regionalliga-Spielzeit 2010/11 kam Albert, auch durch Verletzungen bedingt, nicht zum Einsatz und konnte erst im März 2011 wieder für Leipzig auflaufen. So kam er zum Ende der Saison, in der Leipzig den angestrebten Aufstieg in die 3. Liga verpasste, zu weiteren acht Einsätzen für RB, bevor er den Verein im Sommer 2011 verließ.
Nach über sieben Monaten Vereinslosigkeit schloss sich Albert im Frühjahr 2012 dem FC Grün-Weiß Piesteritz aus Wittenberg an, für den er daraufhin in der Rückrunde der Saison 2011/12 in der fünftklassigen Oberliga Nordost spielte.
Zur Saison 2012/13 schloss sich Albert dem Regionalligisten ZFC Meuselwitz an. Er erhielt einen Dreijahresvertrag und will parallel zum Fußball eine Berufsausbildung absolvieren.